# أندرو جي. تشافيلد
أندرو جي. تشافيلد هو محامي وقاضي وسياسي أمريكي، ولد في 1810، وتوفي في 1875. نشط حزبياً في الحزب الديمقراطي. وقد انتخب عضو جمعية ولاية نيويورك ‏.